# Lily Ross Taylor
Lily Ross Taylor (12 août 1886 - 18 novembre 1969) est une spécialiste américaine de la Rome antique. 

## Biographie
Elle est née dans l'Alabama et a étudié à l'université du Wisconsin à Madison.
En 1920, elle reçoit le prix de Rome américain (Rome Prize) ; c'est la première femme à recevoir ce prix. Elle séjourne à Rome en 1920.
Elle est l'auteur de divers travaux sur la religion et les assemblées de la Rome antique :
- The Cults of Ostia (1912)
- Local Cults in Etruria (1923)
- The Divinity of the Roman Emperor (1931)
- Party Politics in the Age of Caesar (1949)
- The Voting Districts of the Roman Republic: The Thirty-five Urban and Rural Tribes (1960)
- Roman Voting Assemblies: From the Hannibalic War to the Dictatorship of Caesar (1966)